# Lobostemon glaber
Lobostemon glaber är en strävbladig växtart som först beskrevs av Vahl, och fick sitt nu gällande namn av Buek. Lobostemon glaber ingår i släktet Lobostemon och familjen strävbladiga växter. Inga underarter finns listade i Catalogue of Life.